# Acueducto de Abánades
El acueducto de Abánades o puente del Rey es un puente-acueducto que forma parte del canal de Castilla. Cruza el río Valdavia, en la provincia española de Burgos.

## Descripción
Se encuentra en el término municipal burgalés de Melgar de Fernamental, al oeste de la localidad. El acueducto, que forma parte del canal de Castilla, fue construido para salvar el curso del río Valdavia. Aparece descrito en el decimotercer volumen del Diccionario geográfico-estadístico-histórico de España y sus posesiones de Ultramar de Pascual Madoz de la siguiente manera:

REY (fuente del): acueducto del Canal de Castilla, en la prov. de Burgos, part. jud. y térm. de Melgar de Fernamental, 1/2 leg. á su O. y contiguo á la nueva pobl. de San Carlos: de Abanades ; se halla sobre el r. Valdavia, y construyóse para salvar una carcara muy profunda, que en dirección opuesta formaba allí el r., cuyas aguas fluyen por debajo, y vienen á unirse con las del Pisuerga; el canal pasa por encima entre los pretiles, dejando á uno y otro lado un espacio de 8 pies para el tránsito de personas y caballerías; todo él es de piedra silleria y muy sólido; pero sin embargo, se filtra á chorros, y si se ha de evitar su ruina, y los incalculables perjuicios, que son consiguientes á quedar obstruida la navegacion, necesita de un pronto y radical reparo dirigido con inteligencia.
(Madoz, 1847, p. 439)